# 古谷弘
古谷 弘（ふるや ひろし、1920年12月9日 - 1957年8月23日）は、日本の経済学者。元・東京大学教授。専門は線型分析。静岡県御殿場生まれ。

## 略歴
- 静岡県立沼津中学校卒業
- 1942年 東京帝国大学経済学部卒業 同学部助手。東畑精一に師事。
- 1945年 東京大学経済学部助教授
- 1952年 ハーバード大学留学（1954年まで）
- 1956年 東京大学経済学部教授
- 1957年 伊豆・今井浜で遊泳中 心臓麻痺で急死 叙正五位、叙勲六等授瑞宝章

## 著書

### 単著
- 『現代経済学』（弘文堂、1957年）
- 『現代経済学の基本問題』（岩波書店、1958年）

### 編著
- 『近代経済学教室』1～6（木村健康との編著、勁草書房、1957年）

### 訳書
- J.R.ヒックス『景気循環論』（岩波書店<岩波現代叢書>、1951年）